# Berthold Kupisch
Berthold Kupisch (* 3. Januar 1932 in Gelsenkirchen; † 30. Dezember 2015) war ein deutscher Rechtswissenschaftler und Hochschullehrer.

## Leben und Werk
Kupisch studierte nach seinem Abitur in Essen Rechtswissenschaften an der Freien Universität Berlin und der Universität Heidelberg, wo er 1958 sein Erstes Juristisches Staatsexamen ablegte. Nach seinem Zweiten Staatsexamen 1963 wurde er ein Jahr später in Heidelberg mit einer Arbeit über die Versionsklage zum Dr. iur. promoviert. 1969 habilitierte er sich in Heidelberg und erhielt die Venia legendi für die Fächer Römisches und Bürgerliches Recht. Nach Lehrstuhlvertretungen in Heidelberg und Münster wurde Kupisch 1970 Nachfolger von Dieter Nörr auf dem ordentlichen Lehrstuhl für Römisches und Bürgerliches Recht an der Universität Münster. Diesen Lehrstuhl hatte Kupisch bis zu seiner Emeritierung 1997 inne. 1974 und 1975 war er Dekan der Münsteraner rechtswissenschaftlichen Fakultät.
Kupischs Forschungsschwerpunkt lag vor allem im Römischen Recht und der neueren Privatrechtsgeschichte. Insbesondere widmete er sich dem Bereicherungsrecht. Außerdem arbeitete er über Jahrzehnte an einer Neuübersetzung des Corpus iuris civilis.

## Schriften (Auswahl)
- Die Versionsklage: Ihre Entwicklung von der gemeinrechtlichen Theorie des 17. Jahrhunderts bis zum österreichischen Allgemeinen Bürgerlichen Gesetzbuch. C. Winter, Heidelberg 1965 (Dissertation).
- In integrum restitutio und vindicatio utilis bei Eigentumsübertragungen im klassischen römischen Recht. De Gruyter, Berlin 1969, ISBN 978-3-11-004549-9 (Habilitationsschrift).
- Gesetzespositivismus im Bereicherungsrecht: Zur Leistungskondiktion im Drei-Personen-Verhältnis. Duncker & Humblot, Berlin 1978, ISBN 978-3-428-04120-6.
- mit Wolfgang Krüger: Deliktsrecht. C.H. Beck, München 1983, ISBN 978-3-406-09376-0.
- Ungerechtfertigte Bereicherung: Geschichtliche Entwicklungen. v. Decker & Müller, Heidelberg 1987, ISBN 978-3-8226-2587-3.
- Über das römische Recht hinaus: Beiträge zum Zivilrecht. Müller, Heidelberg 2002, ISBN 978-3-8114-5112-4 (Werksammlung, herausgegeben von Wolfgang Krüger und Martin Schermaier).